# پیز مینشون
پیز مینشون (به لاتین: Piz Minschun) یک کوه در سوئیس است که در Scuol واقع شده‌است. پیز مینشون ۳٬۰۶۸ متر بالاتر از سطح دریا واقع شده‌است.